# Casa Vila (Navès)
La Casa Vila és una masia a la Serra de Busa al terme de Navès (Solsonès). És una de les quatre masies ubicades al pla de Busa, al nord del terme municipal. Està arrecerada al peu de la serra de Busa, al peu del Cogul, per damunt de la masia del Rial. A Busa s'hi va per una carretera ben arranjada de 15 km. que surt de la carretera C-26 (de Solsona a Berga), al seu pas pel terme de Navès, al km. 114,2 (42° 00′ 05″ N, 1° 36′ 22″ E / 42.001501°N,1.606178°E). Un cop al pla de Busa, seguint el camí al Capolatell (presó de Busa), es passa per davant de la masia.

## Arquitectura

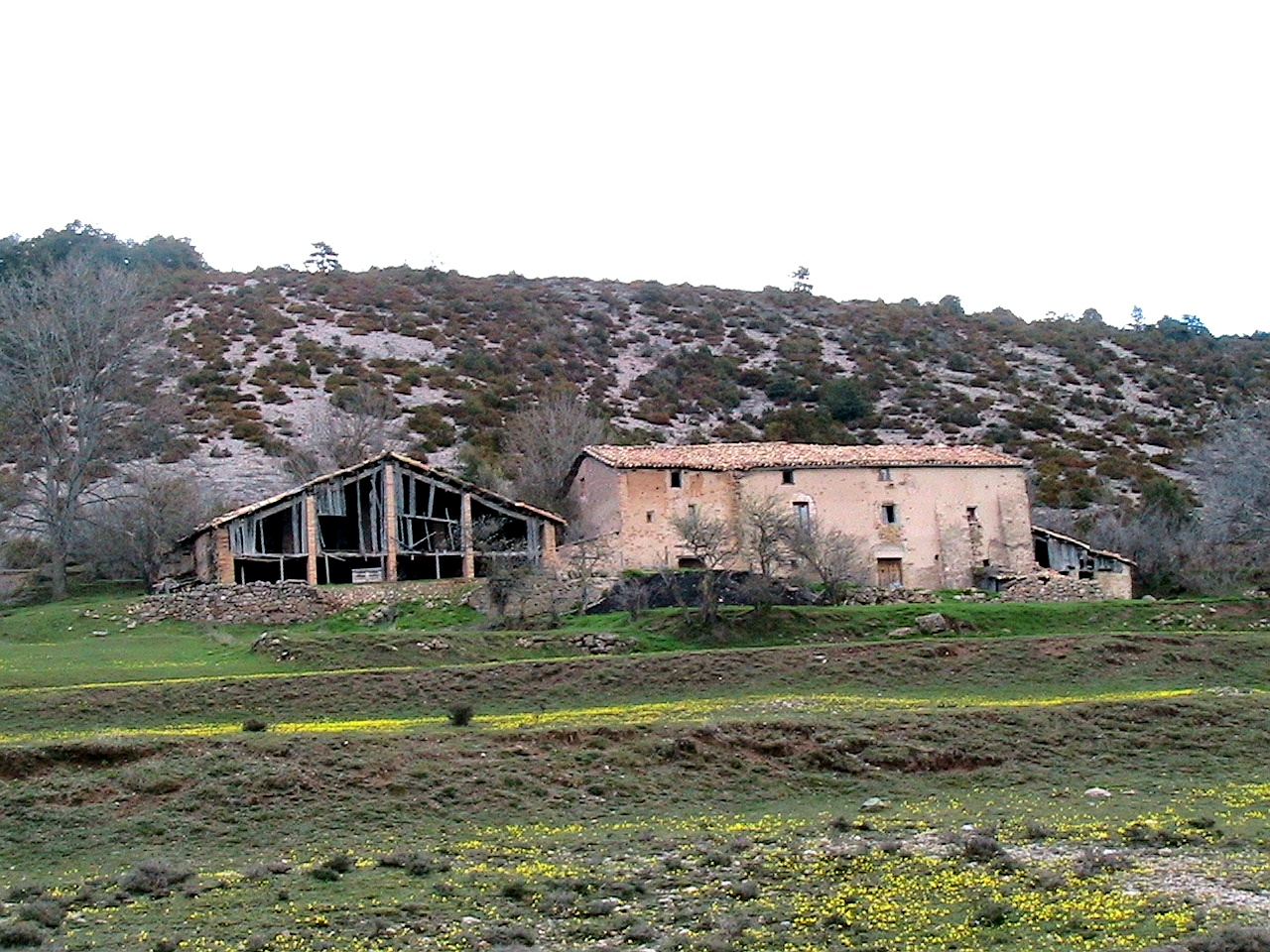
Sota la Serra de Busa

Masia de planta rectangular, teulada a dos vessants i orientada nord - sud. Porta principal a la cara sud, d'arc de mig punt i adovellada. Planta baixa amb sòl de pedra i sostre de bigues, i dos pisos. Diversa tipologia de finestres a les quatre cares de la façana.
El parament és de carreus irregulars, excepte a les cantonades i a les llindes de portes i finestres que són tallats.

## Història
La paraula "vila", malgrat ser un nom de sentit molt discutit, al Solsonès, significa, a l'alta edat mitjana, una gran propietat amb diferents cases o albergs habitats, agregades o disperses, amb una església a prop de la principal o de l'agregat.